# Parc géologique national de Zhangye Danxia
Le parc géologique national de Zhangye Danxia (张掖丹霞国家地质公园 en chinois), également connu sous le nom de géoparc de Zhangye Danxia, est un parc géologique, à cheval entre le xian de Linze et le xian autonome yugur de Sunan, dans la ville-préfecture de Zhangye, dans la province de Gansu, en Chine. D'une superficie de 510 km2, il a d'abord été un parc provincial avant d'être fait parc géologique national en 2011. Reconnu pour ses formations rocheuses colorées, il a été désigné par des médias chinois comme présentant l'un des plus beaux paysages de Chine.

## Localisation
Le parc est situé au pied des parois nord des monts Qilian, dans les xian autonome yugur de Linze et de Sunan. Les principales zones du relief Danxia se retrouvent ainsi à Kangle et Baiyin.
Le cœur du parc, Linze Danxia, est la partie la plus développée et visitée et se situe à 30 km à l'ouest du centre de Zhangye. Le 3 août 2014, un deuxième endroit d'importance, Binggou (冰沟), est inauguré sur la rive nord de la rivière Liyuan (梨园河). Binggou s'étend sur 300 km2, pour une altitude variant entre 1 500 et 2 500 mètres.  
Une troisième aire, Sunan Danxia, est située sur le bourg de Ganjun (zh) (甘浚镇), au sud de Linze.

## Géologie
Zhangye Danxia est réputé pour les couleurs inhabituelles des rochers. Ces dernières résultent d'environ 24 millions d'années de dépôt de grès rouge et d'autres minéraux du conglomérat du Crétacé (-80 millions d'années), donnant un résultat semblable à un mille-feuille. Vers -65 millions d'années, de nombreuses failles ont fait leur apparition. Vers -23 millions d'années, des mouvements géologiques, liés à la plaque tectonique responsable de l'Himalaya, ont perturbé les terres autour du relief de Danxia dans la province chinoise du Guangdong. Le vent, la pluie et le temps ont sculpté les montagnes selon différentes formes particulières, notamment en chevrons, un processus d'érosion étalé sur 6 millions d'années. 
La topologie est analogue à la Serranía de Hornocal située dans le canyon Quebrada de Humahuaca, dans le nord de l'Argentine. Cette formation sédimentaire Yacoraite culminant à 4 761 mètres remonte aussi à la fin du Crétacé (vers -75 millions d'années).

## Scènes
Parmi les principales formations, on peut trouver celles surnommées « Beauté endormie », « Écran coloré », « Nuages colorés », « Le bouddha de la croyance des moines », « La Mer du singe spirituel ».

## Galerie

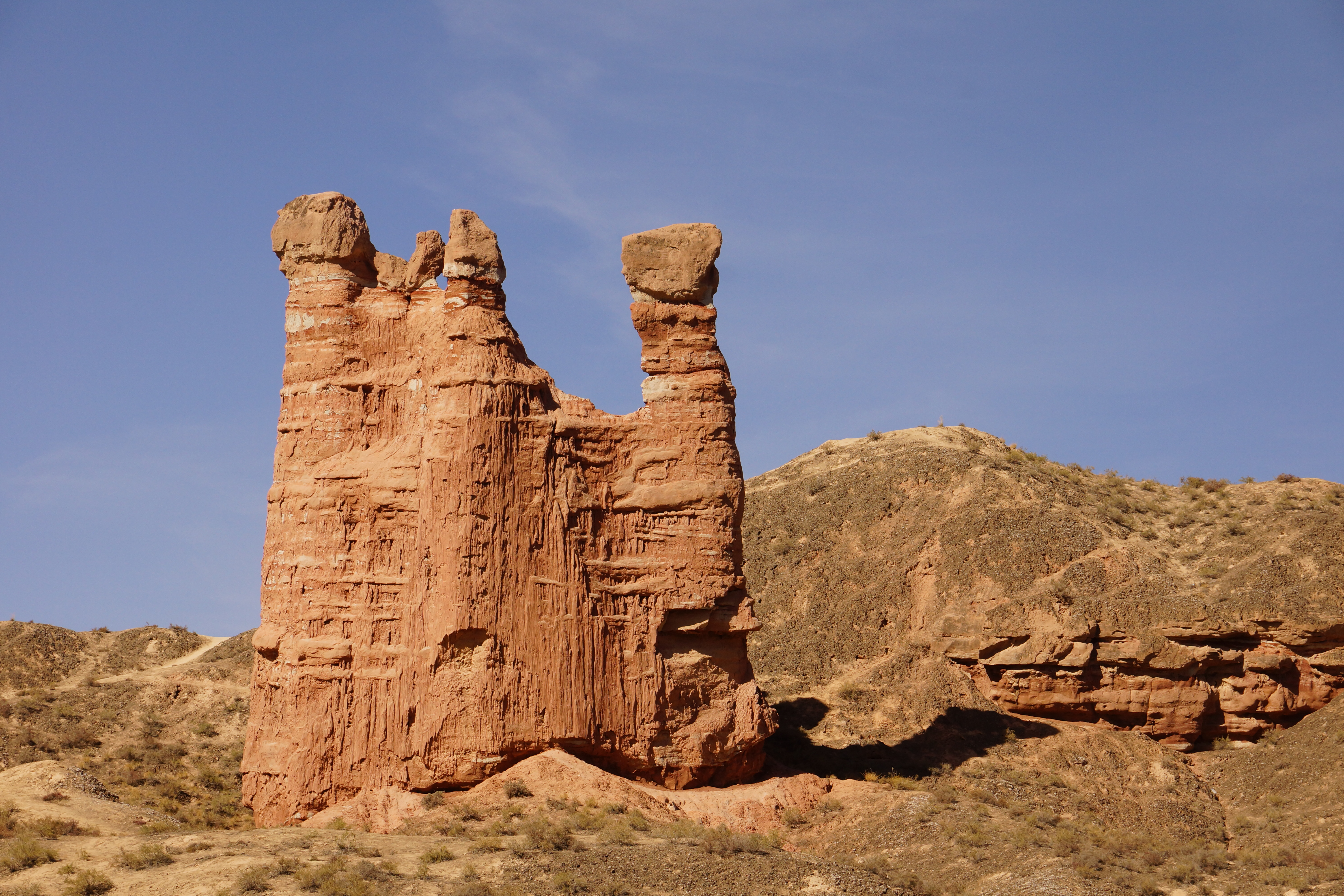
Cheminée de fée
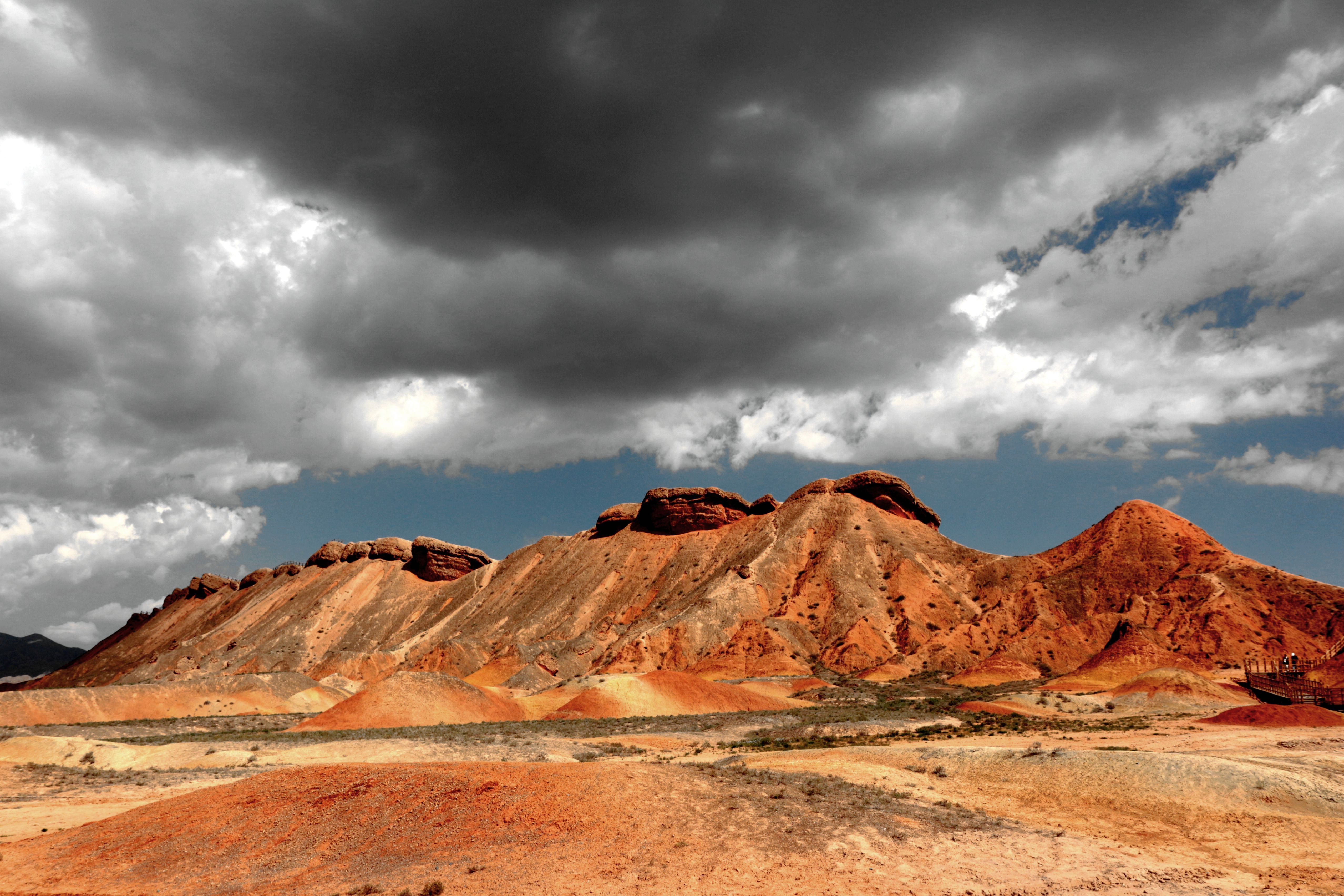
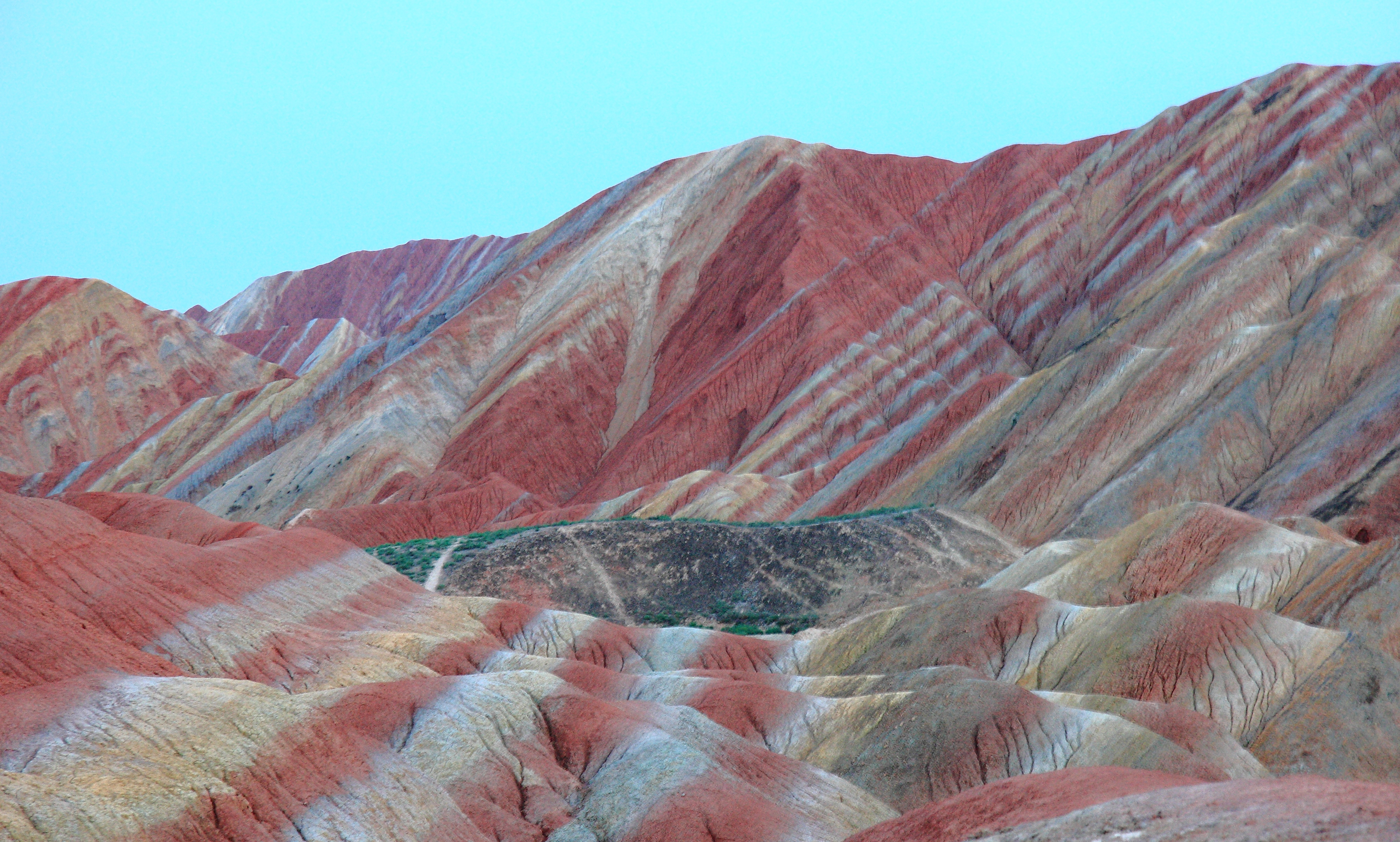
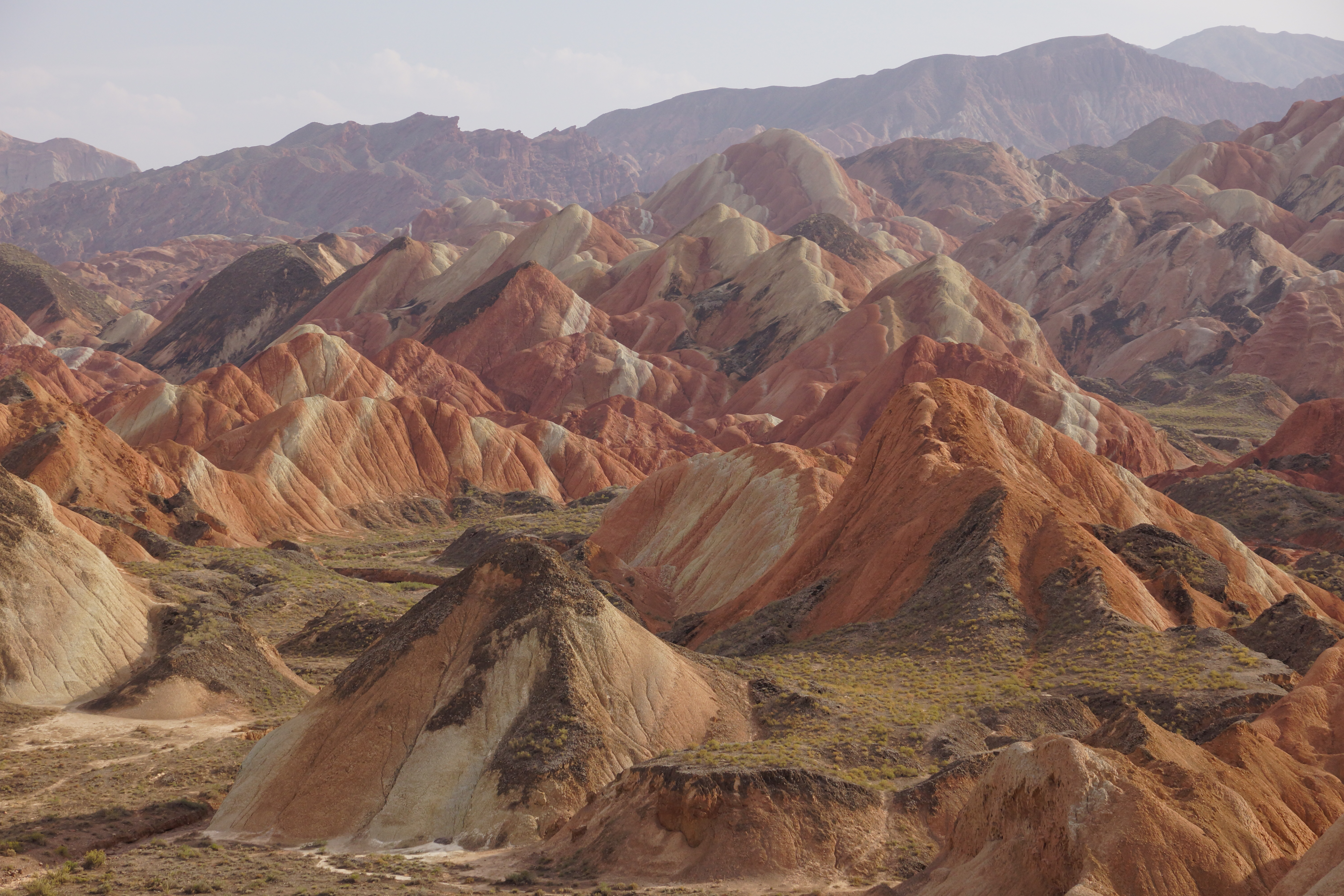
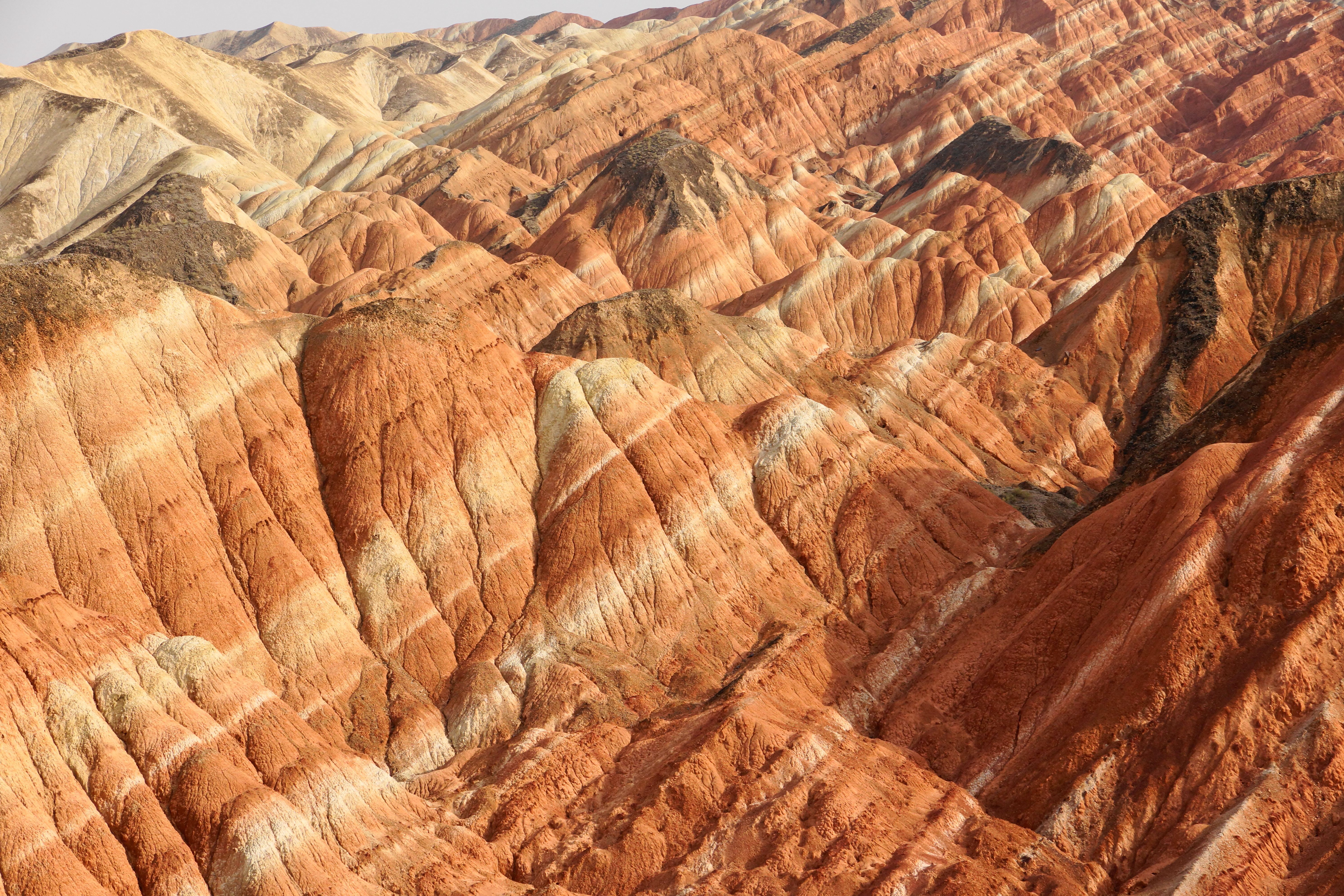